# Tiffany
Tiffany je ženské křestní jméno.
Tiffany je anglická forma řeckého jména Theofania, znamenající boží zjevení z řeckého slova θεος (theos) bůh a φανης (phanes) zjevení. Svatý Theophanes z Konstantinopole byl kronikář z 8. století. Také to bylo jméno řeckého malíře obrazů ze 14. století. Jedná se též o jedno z plemen koček.

## Známí nositelé
- Richard Gere – Tiffany je Richardovo prostřední jméno
- Taryn Terrell, americká profesionální wrestlerka používající jméno Tiffany
- Tiffany Michelle, americká hráčka pokeru, herečka a muzikanta
- Tiffany Renee Darwish, americká popová zpěvačka
- Tiffany Lynn Grant, americká dabérka
- Tiffany Dean, americká herečka, zpěvačka, textařka a tanečnice
- Tiffany Vise, americká krasobruslařka
- Theofano, středověká královna a císařovna, manželka římsko-německého císaře Otty II.
- Theophano, původně se jmenovala Anastasia, manželka byzantského císaře Romanose II., matka jejich synů Basileia II. (958–1025) a Konstantina VIII. (960–1028).
- Tiffany Brissette, herečka, která hrála robota VICI v sitkomu Small Wonder
- Tiffany Chin, americká krasobruslařka
- Tifanie Christun, dabérka
- Tiffany Cherry, australská reportérka sportovních novin
- Tiffany Dupont, americká herečka
- Tiffany Evans, americká zpěvačka
- Tiffany Fallon, Playmate roku 2005 z Playboye a Miss Georgia 2001
- Tiffany Granath, americká rozhlasová osobnost
- Tiffany Helm, americká herečka
- Tiffany Hopkins, francouzská pornoherečka
- Tiffany Kowalski, polsko-americká houslistka a zpěvačka
- Tiffany Limos, americká herečka
- Tiffany Moore, dvanáctileté děvče, jejíž tvář byla symbolicky vybrána do Bostonského gangu proti násilí potom co byla zavražděna v roce 1988
- Tiffany Mynx, americká pornoherečka
- Tiffany Paulsen, kanadská politička
- Tiffany Pisani, maltská modelka
- Tiffany Pollard, hvězda z reality show z Flavor of Love a I Love New York
- Tiffany Taylor, americká modelka pro dospělé
- Tiffany Scott, americká krasobruslařka
- Tiffany Selby, americká modelka
- Tiffany Villarreal, americká zpěvačka
- Ryan Starr (narozený jako Tiffany Montgomery), zpěvák z amerického Idola
- Tiffany Thornton, americká televizní hvězda

## Fiktivní postavy
- Tiffany Aching, postava ze Zeměplochy z knihy Terryho Pratchetta
- Tiffany Case, postava z knihy o Jamesi Bondovi a z filmu Diamonds Are Forever
- Tiffany Lords, postava z videohry Rival Schools
- Tiffany Mitchell, postava z BBC soap opery EastEnders
- Tiffany (Spawn), postava z komiksu Spawn
- Tiffany Malloy, postava ze sitkomu Unhappily Ever After.

## Jiné významy
- Tiffany (firma), americká šperkařská a zlatnická firma
- Charles Lewis Tiffany, její zakladatel
- Louis Comfort Tiffany, americký výtvarník, syn Charlese Lewise Tiffanyho